# Javna televizija
Javna televizija (engl. public broadcasting) definira se kao javna usluga koja se financira posredstvom države, sa svrhom obavještavanja javnosti. Ona služi građanima, a ne vlasti i od nje je potpuno neovisna. Za razliku od privatne ili komercijalne televizije, njoj nije u cilju da donosi profit, već joj je glavni cilj da pruži objektivne, poštene, nezavisne i nepristrane informacije koje su bitne za najširu javnost. Javna televizija mora javnosti iznijeti sve glavne vijesti, bitne lokalne vijesti i glavne događaje iz svijeta kako bi ljudi uvijek bili u toku događanja. Mora iznijeti sva mišljenja i jednako zastupati sve političke, socijalne, društvene i kulturne interese i na taj način izvršiti svoju zadaću – pomoći da se točno, blagovremeno i nepristrano informirani gledatelji kao građani ulkjučuju u javni život svog mjesta, županije i zemlje, propitkujući i analitički promatrajući te, na kraju, preuzimajući odgovornost za dobrobit društva u kojemu žive.

## Definiranje javnog RTV servisa
Primarna misija javnog emitiranja je biti televizija ili radio za sve, odnosno za svakog građanina zemlje u kojoj djeluju. Svojim programima obraćaju se svim građanima bez obzira na godine, obrazovanje ili kupovnu moć. Za razliku od komercijalnih radijskih i televizijskih postaja, koje legitimno moraju živjeti od komercijalnih prihoda i prema tome program prilagođavaju određenom dijelu publike koji zanima oglašivače, javni radiotelevizijski servis namijenjen je svekolikoj javnosti, koja je i financira i kontrolira. Britanski model je široko prihvaćen kao univerzalna definicija. Model utjelovljuje sljedeća načela:
- Opća geografska dostupnost
- Obraćanje svima
- Obraćanje pozornosti manjinama
- Doprinos nacionalnom identitetu i osjećaju zajedništva
- Distanciranje od privatnih interesa
- Izravno financiranje i univerzalnost plaćanja
- Natjecanje u kvaliteti programa umjesto u računanju gledanosti
- Smjernice ka ljudskim slobodama

Iako primjena određenih načela može biti jednostavana, kao što je u slučaju dostupnosti, neki od principa mogu biti loše definirani ili teško provedivi. U kontekstu promicanja nacionalnog identiteta, uloga javnog emitiranja može biti nejasna. Isto tako, subjektivna priroda kvalitetnog programa može dovesti u pitanje pravo pojedinca ili javni ukus. 

## Proizvodnja i emitiranje programa
Javna televizija proizvodi informativni, dječji, obrazovni, znanstveni, manjinski, dokumentarni, dramski i kulturni program, makar unaprijed zna da na njemu neće zarađivati. Preciznije, prenosi najznačajnije političke događaje, vjerske proslave (većinskih, ali i manjinskih vjerskih skupina koje djeluju na njezinom području), proizvodi program za iseljeništvo, emitira politički uravnotežene dnevne informativne emisije i vodi javne rasprave o ključnim pitanjima u državi, prenosi popularne sportske događaje, ali promovira i manje zanimljive nacionalne sportove, snima dramske serije i filmove, promiće kulturnu baštinu, govori o ekologiji i tako dalje. Smjernice EU definiraju da program javnih televizija mora minimalno imati 55 posto domaćeg programa, s tim da od preostalog stranog programa barem 50 posto mora biti europski (to vrijedi i za komercijalne televizije u većini zemalja), a minimalno 10% programa mora biti naručeno od domaćih nezavisnih producenata kako bi se pospješio razvoj domaće i europske nezavisne produkcije i zaštitili od prevelike ponude jeftinih, prije svega američkih programa. 
S druge strane, komercijalni ponuđači moraju ponuditi najmanje 15 posto vlastite proizvodnje, 40 posto strane produkcije iz EU, dok najmanje 55 posto programa mora biti na domaćem jeziku (tu se ne računaju sinkronizacije ili titlovanje tuđih emisija). Budući da se radi o zahtjevnim uvjetima dopušta im se prelazak do potpunih kvota kroz 3 godine (5% 13% 18%, pa 10% 26% 36% i potpuno u trećoj godini emitiranja). Da je zaštita europske i domaće produkcije danas jedan od prioriteta europskih zakonodavaca pokazuje i podatak da je od 1996. obavezno emitiranje 60% francuske glazbe na radio postajama u Francuskoj. 

## Financiranje
U sklopu javnog emitiranja postoje dva različita gledišta u vezi komercijalne djelatnosti. Jedan od njih je da javno emitiranje nije u skladu s komercijalnom djelatnošću. Drugo je da se javno emitiranje može i treba natjecati na tržištu s komercijalnim televizijama.
U Europskim zemljama javne televizije se financiraju putem mjesečne pristojbe, iz reklama, dotacija iz državnog proračuna...
Da je Europska unija svjesna važne uloge javnih servisa, najbolje potvrđuju Amsterdamski protokoli usvojeni u Amsterdamu 1997., koji su stupili su na snagu 1. svibnja 1999. godine i iz kojih se danas već mogu sugerirati četiri principa financiranja, na kojima će se zasnivati budućnost javnih servisa: stabilnost, nezavisnost, proporcionalnost i transparentnost. 
- Stabilnost - Ono što je potrebno je jasan, stabilan okvir koji, osigurava javnom servisu financijska sredstva za ispunjavanje njihove misije i jamči kontinuiranost i sigurnost po pitanju planiranja budžeta. Financijska sredstva moraju biti određena za fiksno razdoblje, uzimajući u obzir i faktore poput inflacije ili pak mogućeg smanjenja prihoda s komercijalne strane. To bi trebalo spriječiti deficite ili potrebe za ad hoc financiranjem.

- Neovisnost - Okvir financiranja i posebno sustav određivanja odluka vezan uz javno financiranje treba biti takav da onemogućuje izlaganje javnog servisi bilo kakvim ekonomskim pritiscima i političkim upletanjima u programskim stvarima. Uređivačka autonomnost javnog servisa treba biti poštovana, a nezavisna tijela uspostavljena od zemalja članica u tom smislu mogu odigrati korisnu ulogu.

- Proporcionalnost - Količina sredstava pružena javnom servisu trebala bi biti tolika da omogući izvršavanje misije u potpunosti, no ne bi trebala iznositi više od onoga što je doista potrebno. Drugim riječima, financiranje mora biti proporcionalno.

- Transparentnost - Ispunjenje zadatka javnog servisa i pametno korištenje sredstava pažljivo prate nadzorna tijela, zastupnici javnog interesa.

## Vlast i javna televizija
Sloboda javne riječi i slobodu izražavanja su ključne i najbitnije karike u televizijskom komunikacijskom lancu. Druga, također bitna karika je položaj sredstava emitiranja. U početnoj fazi, tj. u dodijeljivanju frekvencija mora se uključiti i vlast, koja djeluje u interesu nacije i ima pravo frekvenciju dodijeliti onome koji će najbolje služiti društvene interese, jer se dobivanje prava korištenja frekvencije veže uz korištenje povjerenja javnosti, pa bi samim time i ponuđeni program trebao služi interesu svih društvenih slojeva. Nakon odobrenja frekvencije, vlast u modernoj liberalnoj demokraciji trebala bi na razne načine poticati javnu televiziju, ali i ujedno ne bi smjela ograničavati njenu neovisnost. No praksa nekih država pokazala je suprotno.

## Primjeri
Kao primjer zemalja u kojima je najbolje provedena ideja javne televizije posebno se u Europi mogu izdvojiti Velika Britanija i Francuska. BBC i ima pravo frekvenciju dodijeliti onome koji će najbolje služiti društvene interese, jer se dobivanje prava korišten je javna televizija Velike Britnije. Ona glasi kao jedna od najpoznatijih radijskih i televizijskih mreža zbog svojih visokih profesionalnih standarda. 

## Hrvatska javna televizija
Javna televizija Republike Hrvatske naziva se Hrvatska radiotelevizija (HRT), što znači da ju čine i Hrvatski radio i Hrvatska televizija, Kao javna nacionalna radiotelevizija, mora se obračati svim građanima Republike Hrvatske, bez obzira na njihovu dob, obrazovanje i status, te svoj program namijeniti svekolikoj javnosti koja joj je i glavni izvor financiranja, putem plaćanja RTV (radiotelevizijske) pristojbe. RTV pristojbu trebaju plaćati svi građani Republike Hrvatske kako bi omogućili postojanje RTV javnog servisa svoje zemlje, odnosno. 